# John Webster
John Webster (Londres, c. 1580 – c. 1634) foi um dramaturgo inglês jacobinista, mais lembrado por suas tragédias The White Devil e The Duchess of Malfi, tidos frequentemente como obras primas do palco inglês do início do século XVII. Foi contemporâneo de William Shakespeare.